# Siège de Middelbourg
Guerre de Quatre-Vingts Ans
Batailles
- Chronologie de la guerre de Quatre-Vingts Ans
- Valenciennes
- Austruweel
- Rheindalen
- Heiligerlee
- Jemmingen
- Jodoigne
- Brielle
- 1er Flessingue
- Malines
- Goes
- Mons
- Haarlem
- 2e Flessingue
- Borsele
- Zuiderzee
- Alkmaar
- Leyde
- Reimerswaal
- Mook
- Lillo
- Zierikzee
- 1er Anvers
- 1er Bréda
- Gembloux
- Rijmenam
- 1er Deventer
- Maastricht
- 2e Bréda
- Açores
- 2e Anvers
- 3e Anvers
- Boksum
- Zutphen
- 1er Berg-op-Zoom
- Gravelines
- 3e Bréda
- 2e Deventer
- Groningue
- Huy
- 1er Groenlo1
- 2e Groenlo
- Turnhout
- Nieuport
- Ostende
- L'Écluse
- 3e Groenlo
- Saint-Vincent
- Gibraltar
- Saint-Vincent (1621)
- 2e Berg-op-Zoom
- 4e Bréda
- 4e Groenlo
- Matanzas
- Bois-le-Duc
- Abrolhos
- Slaak
- Maastricht
- 5e Bréda
- Cabañas
- Calloo
- Les Downs
- Saint-Vincent (1641)
- Hulst
- Cavite

Le siège de Middelbourg est un siège de deux ans, de 1572 à 1574, qui a eu lieu pendant la Guerre de Quatre-Vingts Ans et la guerre anglo-espagnole. L'armée rebelle néerlandaise, soutenue par les forces anglaises, assiègent la ville de Middlebourg, défendue par les troupes espagnoles de Cristóbal de Mondragón. Celui-ci capitule peu après la défaite de l'armée de secours à Rimmerswiel.

## Contexte

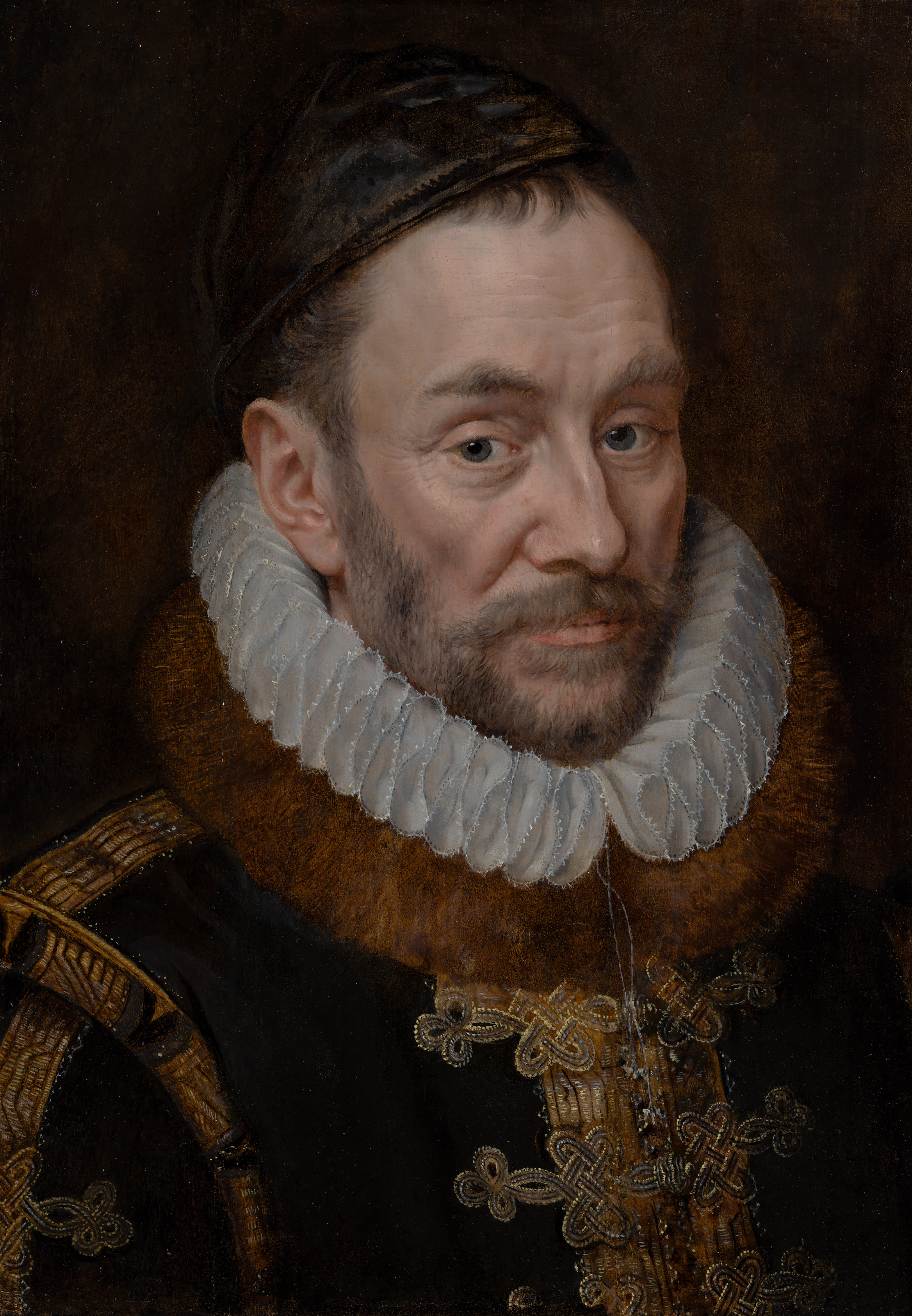
Stadthouder Guillaume d'Orange

En 1566, le roi d'Espagne régnait sur les Dix-Sept Provinces. En 1568, Guillaume Ier d'Orange-Nassau, stathouder de Hollande, de Zélande et d'Utrecht, et d'autres nobles sont insatisfaits de la gouvernance espagnole des Pays-Bas. Des révoltes éclatent, causées principalement par les contraintes religieuses et économiques imposées à la population par le gouverneur-général des Pays-Bas, Ferdinand Alvare de Tolède, duc d'Albe. Les révoltes deviennent une guerre, la Guerre de Quatre-Vingts Ans.
En avril 1572, les Gueux de mer parviennent à capturer Brielle, ce qui provoque un grand enthousiasme et une vague de soulèvements. D'autres villes dans la province de Zélande se joignent bientôt aux rebelles, et, à la mi-1572 seulement Arnemuiden, Middelbourg et Goes restent sous contrôle espagnol sur les îles de Walcheren et Zuid-Beveland. Ces villes sont alors assiégées par les forces du Stathouder Guillaume Ier d'Orange-Nassau, avec le soutien des troupes anglaises envoyées par Elizabeth I.
Middelbourg dispose d'une forte garnison espagnole, et une première tentative d'assaut par 1 100 hommes dirigés par Jerome Tseraerts échoue en avril 1572. En juin, une nouvelle tentative a lieu, où une centaine de rebelles dirigés par Bernard Nicolaas parvient à s'emparer des défenses extérieures de la ville avant d'être repoussés par une contre-attaque. Middelbourg n'était pas encore assiégée, et les espagnols ont pu s’approvisionner sans entrave. Le 4 novembre, près de 1 500 Néerlandais et Anglais conduits par Jérôme Tseraerts et Bartholt Entens van Mentheda qui revient tout juste de l'échec de la bataille de Goes arrivent sur l'île de Walcheren, et assiègent Middelbourg.

## Siège

### 1572
Les cours d'eau autour de la ville sont rapidement bloqués, empêchant les approvisionnements de la ville. Parmi les rebelles se trouve un régiment anglais sous les ordres de Thomas Morgan et quelques soldats écossais.
Tseraerts est promis à devenir Lieutenant-Gouverneur de l'île de Walcheren, s'il parvient à prendre la ville. Les rebelles prennent le château de Westhoven, situé à l'est de la ville, puis pillent et brûlent une abbaye. Le gouverneur de l'île de Walcheren, Antoine de Bourgogne, écrit à plusieurs reprises au Duc d'Albe, Gouverneur des Pays-Bas au nom de Philippe II d'Espagne, pour signaler la situation de plus en plus difficile de la ville. Alba ordonne à Cristóbal de Mondragón de se rendre à Middelbourg, de détruire les positions de siège et de rétablir les lignes d'approvisionnement. Mondragón devait alors administrer la ville, et Antoine de Bourgogne démissionner de son poste.
Au début de décembre Sancho d'Avila arrive d'Anvers, le Duc d'Albe lui ayant ordonné l'envoi de renforts par la mer. Il rassemble une flotte à Breskens dans le but de prendre Flessingue aux Gueux de mer et de s'emparer des voies navigables de Walcheren. D'Avila envoie également des renforts terrestres à Middelburg. Sa flotte est interceptée et vaincue sur la route de Flessingue, perdant cinq vaisseaux.

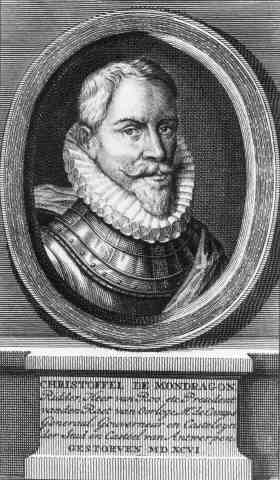
Cristóbal de Mondragón, commandant des troupes espagnoles.

### 1573
Au début de 1573 les Néerlandais réussissent à capturer le château de Popkensburg, juste au nord de Middelbourg. Pendant ce temps, à l'intérieur des murs de la ville, de graves pénuries alimentaires ont eu lieu pendant l'hiver, et touchent aussi bien les civils que les soldats espagnols. Les pauvres et les malades son chassés de la ville pour économiser de la nourriture. À la fin de juillet, après l'échec du siège de Haarlem, Guillaume d'Orange prend en charge le siège en remplaçant Tseraerts.
Le 5 août, le Fort Rammekens est pris par les Néerlandais et les Anglais dirigés par Jacobus Schotte. Les points stratégiques sont pris les uns après les autres par les anglo-néerlandais. Autour de Noël, la pénurie de nourriture est si forte qu'entre 1 000 et 1 500 civils et soldats sont morts avant la fin de l'année.

### 1574
La situation est désespérée pour les assiégés en janvier 1574, le Duc d'Albe est rappelé par le roi d'Espagne et remplacé par Luis de Zúñiga y Requesens. Celui-ci ordonne de dégager Middelbourg et rassemble une flotte de 70 navires commandés par Julián Romero à Bergen op Zoom. De plus, il devait être rejoint par Sancho d'Avila avec une centaine de navires depuis Anvers. La flotte est interceptée par les vaisseaux néerlandais et entièrement défaite à la bataille de Reimerswaal. C'est un coup dur pour les Espagnols.
Au début de février, la ville n'avait pas eu de nourriture depuis au moins douze jours. Mondragón envoie plusieurs messagers à Requesens, mais aucun ne revient, les messages étant interceptés. Le 4 février, Mondragón reçoit un message de Guillaume d'Orange exigeant une reddition dans un délai de 4 jours, alors que les troupes néerlandaises, anglaises et écossaises enserrent la ville.

### Capitulation
Mondragón refuse de se rendre et met le feu à quelques maisons comme signe de sa détermination. Guillaume d'Orange propose alors une négociation à Fort Rammeken pour une reddition honorable avec honneurs et drapeaux. Mondragón, dans le contexte des massacres de la population commandés par le duc d'Albe à Haarlem, Naarden et Zutphen, est inquiet pour la population civile et demande que les habitants de la ville et le clergé soient épargnés. L'accord est signé le 18 février, et le 23 février le restant de la garnison espagnole quitte la ville avec le clergé catholique.

## Suite
Avec la chute de Middelburg, c'est toute l'île de Walcheren, commandant les deux bouches de l'Escaut, qui est aux mains des révoltés. La ville de Leyde est cependant toujours assiégée par les Espagnols depuis novembre 1573. Mondragón participe ensuite au siège de Zierikzee. Après le siège, Jacobus Schotte est récompensé par Guillaume d'Orange et nommé bourgmestre de Middelburg:155.
George Gascoigne un soldat et poète anglais a reçu 300 gulden en plus de sa solde pour sa participation au siège. Il écrit un poème à la suite de la reddition espagnole, narrant le déroulement des combats,.